# Alex Young (baloncestista de 1989)
Alexander Mafion "Alex" Young (Gary, Indiana, 17 de octubre de 1989) es un jugador de baloncesto estadounidense que pertenece a la plantilla del Al-Ahly egipcio. Con 1,98 metros de estatura, juega en la posición de alero.

## Trayectoria deportiva

### Universidad
Jugó durante cuatro temporadas con los IUPUI de la Indiana University–Purdue University Indianapolis, en las que promedió 17,5 puntos, 5,1 rebotes, 1,6 asistencias y 1,3 robos de balón por partido. En sus tres últimas temporadas fue incluido en el mejor quinteto de la Summit League. Acabó su carrera como tercer máximo anotador histórico de la IUPUI y el cuarto de la conferencia, con 2.286 puntos conseguidos.

### Profesional
Tras no ser elegido en el Draft de la NBA de 2012, disputó las Ligas de Verano de la NBA con los Sacramento Kings. En agosto de ese mismo año fichó por la Orlandina Basket de la LegaDue italiana, donde jugó 14 partidos, en los que promedió 19,5 puntos y 5,6 rebotes, pero en el mes de diciembre en un control antidopaje dio positivo por cannabis, siendo sancionado con dos meses de suspensión. Tras cumplir la sanción fue apartado del equipo.
En julio de 2013 fichó por el Basket Barcellona de la Divisione Nazionale A Gold, la nueva denominación de la segunda categoría del baloncesto italiano. Allí jugó una temporada en la que promedió 19,6 puntos y 6,5 rebotes por partido.
El 1 de agosto de 2014 fichó por el Hapoel Gilboa Galil Elyon de la Ligat ha'Al israelí. Jugó una temporada en la que promedió 15,5 puntos y 5,5 rebotes por partido. En julio de 2015 firmó con el Champagne Châlons Reims Basket de la Pro A francesa, donde en su primera temporada promedió 14,3 puntos y 4,4 rebotes por encuentro, ganándose la renovación por una temporada más.